# Vigintisexviri
Vigintisexvirii erau cei 26 de membri ale celor șase comiții, instituite în Republica Romană, desemnate sub termenul de vigintisevirat. Sunt funcții subalterne, a căror titulari par să nu fi primit învestitura comițiilor tribute decât destul de târziu. 
Comițiile cuprind:
- 1. Zece judecători civili (iudices decemviri litibus iudicandi);
- 2. Patru prefecți, adjuncți ai pretorilor (quattuorviri iure secundo);
- 3. Trei comisari de poliție, însărcinați cu arestările, încarcerările, execuțiile etc. (tresviri capitales);
- 4. Trei controlori ai monedei (tresviri monetales);
- 5. Patru agenți însărcinați cu întreținerea drumurilor, adjuncți ai edililor (quattuorviri viis in urbe purgandis);
- 6. Doi agenți însărcinați cu întreținerea drumurilor pâna la o milă distanță de incinta Romei (duovirii viis extra urbem purgandis).

Nu era necesar să fi îndeplinit una dintre aceste magistraturi minore pentru a aborda scara demnităților; totuși, ele erau considerate un fel de noviciat. În perioada Imperiului, s-au redus la patru și au constituit, după suprimarea celor patru prefecți iure dicundo și a celor doi agenți însărcinați cu întreținerea drumurilor extra urbem, vigintiseviratul. Orice carieră senatorială începea atunciprin exercitarea uneia dintre aceste magistraturi.